# Tell the Truth and Run: George Seldes and the American Press
Tell the Truth and Run: George Seldes and the American Press ist ein US-amerikanischer Dokumentarfilm aus dem Jahr 1996.

## Handlung
Nach über 80 Jahren als Journalist wurde George Seldes einer der größten Kritiker der US-amerikanischen Presse, da er deren Methoden anzweifelte und anhand moralischer und ethischer Werte die Informationsfreiheit in Gefahr sah.

## Hintergrund
- eine Nominierung bei der Oscarverleihung 1997 für den Besten Dokumentarfilm